# Куяба (футбольний клуб)
СК «Куяба» (порт. Cuiabá Esporte Clube) — бразильський професійний футбольний клуб із міста Куяба, Мату-Гросу. Заснований 12 грудня 2001 року. Клуб змагається в Серії A чемпіонату Бразилії з футболу, вищому дивізіоні бразильського футболу, а також у чемпіонаті Мату-Гросенсе, вищому дивізіоні футбольної ліги штату Мату-Гросу.